# Witzeeze
Witzeeze ist eine Gemeinde im Kreis Herzogtum Lauenburg in Schleswig-Holstein am Elbe-Lübeck-Kanal. Ein See liegt im Gemeindegebiet.

## Geschichte

### Anfänge
Das Dorf entstand ursprünglich im ehemals sächsisch-slawischen Grenzgebiet an der Delvenau, etwa 500 Meter weiter östlich von der heutigen Dorfmitte. Hier trennte der Limes Saxoniae das Siedlungsgebiet der Holsten von dem des abodritischen Teilstammes der Polaben. Bodenfunde zeugen von einer slawischen Besiedelung. Nach der Einrichtung der Grafschaft Ratzeburg 1143 fand das Dorf im Ratzeburger Zehntregister von 1230 eine erste urkundliche Erwähnung, damals noch als Wutsetse. Der Name ist slawischen Ursprungs und bedeutet „das Umgehauene“, „der Verhau“ und weist damit auf die Anlage einer Geländesperre durch das Kappen von Bäumen in ein bis zwei Metern Höhe und die anschließende Bepflanzung mit rankenden Dornen hin, um im deutsch-slawischen Grenzgebiet ein undurchdringliches Hindernis zu schaffen.
Ausweislich der Eintragung im Ratzeburger Zehntregister verfügte das Dorf über 20 Vollbauernstellen und war damit für mittelalterliche Verhältnisse vergleichsweise groß. Die verkehrsgünstige Lage an einer Nebenstrecke der Alten Salzstraße könnte mit ursächlich für die Größe des Ortes gewesen sein. Die Bedeutung dieses Handelsweges wuchs mit dem Bau des Delvenau-Stecknitz-Kanals zwischen 1391 und 1398. Im Jahre 1608 kam das Dorf vom Kirchspiel Lütau zum Kirchspiel Pötrau.

### Der Dreißigjährige Krieg und seine Folgen
Der Dreißigjährige Krieg war für Witzeeze eine Zeit der Zerstörung. Unmittelbar an zwei wichtigen Verkehrsadern gelegen, zogen die Heerhaufen durch das Dorf. Im Jahre 1630 wurde es von den abziehenden Truppen des Johann T’Serclaes von Tilly vollständig vernichtet und nach dem Wiederaufbau 1636 erneut durch die Schweden verwüstet. In der Folgezeit blieb Witzeeze ein eher kleineres Dorf.

### Zum Ende des Zweiten Weltkrieges
Deutschland verlor 1945 den Zweiten Weltkrieg und es wurde schrittweise besetzt. In den letzten Kriegstagen rückten die alliierten Truppen immer weiter nach Norden vor. Im Kreis Herzogtum Lauenburg begannen im April die Vorbereitungen hinsichtlich der zu erwartenden Kämpfe. Stellungen, Schützenlöcher, Schützengräben und mit Minen ausgestattete Panzersperren wurden eingerichtet. Zudem wurden verschiedene Brücken für Sprengungen vorbereitet. Nachdem die Briten am 19. April die  Lauenburg gegenüberliegende Elbseite bei Hohnstorf erreichten, richteten die Deutschen im Bauerndorf Witzeeze ein Generalkommando ein, das die improvisierte Elbverteidigung weiter aufbauen sollte. Es standen nur noch zusammengewürfelte Reste verschiedener Einheiten und militärisch unzureichend ausgebildete Jugendliche zur Verfügung, deren Ausrüstung ebenfalls unzureichend war. Schwere Waffen waren kaum noch vorhanden.
Am 29. April 1945 setzten die britischen Truppen von Artlenburg aus auf das gegenüberliegende Elbufer bei Schnakenbek über. Dort richteten sie einen Brückenkopf ein. Anschließend wurde die Stadt Lauenburg besetzt. In den frühen Morgenstunden des 1. Mais wurde auch Witzeeze von den britischen Truppen eingenommen. Die Briten drangen sodann weiter nach Norden, nach Büchen vor, das nach heftigeren Kämpfen noch am selben Tag eingenommen werden konnte. Schon am 2. Mai konnte sodann Lübeck besetzt werden. Am selben Tag flüchtete die Geschäftsführende Reichsregierung aus dem 70 Kilometer weiter nördlich gelegenen Raum Eutin-Plön vor den herannahenden britischen Truppen weiter in den Sonderbereich Mürwik. Den anschließenden Tag marschierten die britischen Soldaten im unweit westlich gelegenen Hamburg ein. Tags darauf erfolgte die Teilkapitulation der Wehrmacht für Nordwestdeutschland, Dänemark und die Niederlande.

### Seit der Nachkriegszeit
Mit dem Zuzug von Flüchtlingen zum Kriegsende stieg die Einwohnerzahl des kleinen Bauerndorfes auf 811 Einwohner (vgl. Flüchtlinge in Schleswig-Holstein nach dem Zweiten Weltkrieg). Heute ist der Ort Witzeeze hauptsächlich eine Wohngemeinde, deren Einwohner nach Hamburg und in die umliegenden Städte pendeln.
Im Jahre 2012 hat Witzeeze den Landeswettbewerb „Unser Dorf hat Zukunft“ gewonnen und vertrat Schleswig-Holstein beim Bundeswettbewerb 2013.

## Politik

### Gemeindevertretung
Bei der Kommunalwahl am 14. Mai 2023 wurden insgesamt elf Sitze vergeben. Von diesen erhielt die Freie Wählergemeinschaft Witzeeze sieben Sitze und die CDU sechs Sitze.

### Wappen
Blasonierung: „In Gold mit schwarzem Bord über blauem Wellenbalken ein schwarzer alter Frachtwagen in Rückansicht, beiderseits begleitet von je einem aufrechten grünen Eichenblatt.“

## Sehenswürdigkeiten
In der Liste der Kulturdenkmale in Witzeeze stehen die in der Denkmalliste des Landes Schleswig-Holstein eingetragenen Kulturdenkmale.
- die historische Dückerschleuse des ehemaligen Stecknitzkanals als Kulturdenkmal
- die Schleuse am Elbe-Lübeck-Kanal von 1900, die nach dem hotoppschen Prinzip nur mit Wasserkraft betrieben wird

## Verkehr
Witzeeze liegt an der Bahnstrecke Lübeck–Lüneburg, jedoch ohne Halt.

## Sonstiges
Im Jahr 1986 drehte das ZDF in Witzeeze den Dreiteiler Jokehnen oder Wie lange fährt man von Ostpreußen nach Deutschland?